# Sully-sur-Loire
Sully-sur-Loire este un oraș în Franța, în departamentul Loiret, în regiunea Centru. Orașul este poarta de intrare dinspre est a zonei clasate patrimoniu mondial de pe Valea Loarei, de către UNESCO în anul 2000.

## Geografie
Între pădurea Orléans în nord și regiunea Sologne în sud, la răscrucea unor drumuri istorice, orașul Sully-sur-Loire este situat la 44 km de Orléans și la 150 km de Paris.

## Turism
Înzestrat cu un bogat patrimoniu istoric și cultural, Sully-sur-Loire posedă câteva „bijuterii” arhitecturale cum sunt :
- Castelul Sully-sur-Loire, principalul punct de atracție al orașului.
- Catedrala Colegială Saint-Ythier. Își trage numele de la un vechi episcop de Nevers. Situată la început înăuntrul unei vechi incinte exterioare a castelului, și-a păstrat totuși frumoasele orgi și mobilierul din secolul al XVIII-lea. Două splendide vitralii de la sfârsitul secolului al XV-lea i-au adus renumele. Unul reprezintă „arborul de la Jesse” și celălalt „legenda pelerinilor venind la Santiago de Compostela”.
- Biserica Saint-Germain. Edificiu impozant construit în secolele XV și XVII, biserica Saint-Germain a fost parohia marinarilor până în secolul al XVII-lea. Dominat de o impresionantă săgeată, cea mai înalta in șarpantă din Franța, biserica a suferit în urma celui de al Doilea Război Mondial. Mult timp dezafectată, a beneficiat de lucrări de restaurare între 2004-2006.
- Podul peste Loara. Situat la 25 km de podul din Gien și la 19 km de podul din Châteauneuf-sur-Loire, este un pod rutier construit în 1986. Peste el trece drumul departamental D948.
- Casa renascentistă a lui Henric al IV-lea. Datează din 1565 și este singurul vestigiu ce a rezistat din timpul prosperității orașului din secolul al XVI-lea.
- Statuia lui Maximilien de Béthune, primul duce de Sully, tronează în curtea pavată a Centrului Françoise Kuypers și este opera sculptorului Beauvaller (secolul al XIX-lea).

## Demografie
| 1793  | 1800  | 1806  | 1821  | 1831  | 1836 | 1841  | 1846  | 1851  |
| ----- | ----- | ----- | ----- | ----- | ---- | ----- | ----- | ----- |
| 2 400 | 2 109 | 2 069 | 2 136 | 2 223 | -    | 2 153 | 2 289 | 2 500 |

| 1856  | 1861  | 1866  | 1872  | 1876  | 1881  | 1886  | 1891  | 1896  |
| ----- | ----- | ----- | ----- | ----- | ----- | ----- | ----- | ----- |
| 2 527 | 2 527 | 2 503 | 2 590 | 2 582 | 2 673 | 2 738 | 2 651 | 2 635 |

| 1901  | 1906  | 1911  | 1921  | 1926  | 1931  | 1936  | 1946  | 1954  |
| ----- | ----- | ----- | ----- | ----- | ----- | ----- | ----- | ----- |
| 2 553 | 2 497 | 2 487 | 2 393 | 2 415 | 2 481 | 2 582 | 2 545 | 3 121 |

| 1962                                                          | 1968  | 1975  | 1982  | 1990  | 1999  | 2006  | - | - |
| ------------------------------------------------------------- | ----- | ----- | ----- | ----- | ----- | ----- | - | - |
| 3 800                                                         | 4 278 | 5 049 | 5 825 | 5 806 | 5 907 | 5 795 | - | - |
| Număr reținut începănd cu 1962: Populaţia fără numărări duble |       |       |       |       |       |       |   |   |

## Orașe înfrățite
- Béthune, Franța
- Bradford on Avon, Regatul Unit